# Missa Sancti Henrici
La Missa Sancti Henri (ou Messe de Saint Henri) est une messe à 19 voix, vocales et instrumentales, composée par Heinrich Biber en 1696. Elle porte le numéro C 6 dans le catalogue de ses œuvres établi par le musicologue américain Eric Thomas Chafe.

## Présentation

### Contexte
Heinrich Biber aurait composé cette œuvre lorsque sa fille Maria Anna Magdalena prit le voile en 1696. La Missa Sancti Henri a été créée dans le couvent de l'Abbaye de Nonnberg, où elle s'était retirée sous le nom de « sœur Rosa Henrica ».

### Structure
La Missa Sancti Henrici suit l'Ordinaire de la messe catholique, et comprend donc cinq mouvements :
1. Kyrie —
2. Gloria —
3. Credo —
4. Sanctus —
5. Agnus Dei —

### Instrumentation
- voix solistes : deux soprani, alto, ténor et basse
- chœurs : SSATB in concerto et in cappella
- orchestre : 2 clarini, 3 trompettes, 3 trombones, timbales en ut et en sol, violons à 3 parties, violes à 4 parties
- Orgues et basse continue

La présence des clarini, ou trompettes naturelles (sans pistons), explique en grande partie pourquoi la Missa Sancti Henrici est en ut majeur, comme la Missa Salisburgensis en 1682 et la Missa Bruxellensis en 1700 qui font un usage des trompettes encore plus spectaculaire.

### Ouvrages spécialisés
- (en) Eric Thomas Chafe, The Church Music of Heinrich Biber, Ann Arbor, UMI Research Press, coll. « Studies in musicology » (no 95), 1987, 305 p. (ISBN 0835717704, OCLC 15053153)

## Discographie
- Missa Sancti Henrici & Sonatae tam aris quam aulis servientes (I & XII), Regensburger Domspatzen, Collegium Aureum, dir. Franzjosef Maier (13-23 septembre 1983, Deutsche Harmonia Mundi CD RD77050)